# الشركراك (الرقة)
الشركراك قرية سورية تتبع ناحية عين عيسى في منطقة تل أبيض في محافظة الرقة. بلغ عدد سكانها 843 نسمة في عام 2004 حسب إحصاء المكتب المركزي للإحصاء.